# Гірчиця польова
Гірчиця польова (Sinapis arvensis) — вид трав'янистих рослин родини капустяні (Brassicaceae), поширений у Північній Африці та в Євразії, широко натуралізований. Етимологія: лат. arvum — «поле», лат. ensis — прикметник суфікс для іменників: місце походження або місце проживання.

## Опис
Це однорічна трава (5)20–100(210) см заввишки. Стебла прямі, щетинисті, верхня частина стебла гілляста. Листя, чергові, найнижчі черешкові, верхні безчерешкові, пластини яскраво-зелені, грубі, найнижчі — великі, зубчасто-лопатеві, верхні — ланцетні, з зубчастим краєм; пластини базального листя (3)4–18(25) см × 15–50(70) мм; стеблові листки значно менші.
Суцвіття — китиця, що складається з жовтих чи блідо-жовтих, радіально симетричних квітів прибл. 1.5 см упоперек. Суцвіття подовжується на стадії плодоношення. Пелюстків 4, зворотнояйцеподібні, (0.8)0.9–1.2(1.7) см × (3)4–6(7.5) мм. Чашолистків 4, жовті або зелені, вузько-довгасті, (4.5)5–6(7) × 1–1.8 мм. Тичинок 6, з них 4 довгі та 2 короткі. Плодоніжки (2)3–7 мм. Стручок щетинистий, лінійний, (1.5)2–4.5(5.7) см × (1.5)2.5–3.5(4) мм завдовжки, закінчується дзьобом 1–2 см довжини, в середньому 4–8-насінний. Насіння темно-червоне або коричневе або чорне, гладке, кулясте, 1–2 мм в діаметрі. 2n = 18.

## Поширення
Точний рідний діапазон неясний. Північна Африка: Алжир, Єгипет, Лівія, Марокко, Туніс; Азія: Кувейт, Оман, Катар, Саудівська Аравія, Об'єднані Арабські Емірати, Вірменія, Азербайджан, Грузія, Російська Федерація, Синьцзян — Китай, Казахстан, Киргизстан, Таджикистан, Туркменістан, Узбекистан, Афганістан, Іран, Ірак, Ізраїль, Йорданія, Ліван, Сирія, Пакистан; Європа: уся територія крім Ісландії. Натуралізований: Ґренландія, Сен-П'єр і Мікелон, Канада, США (високоінвазивний у Каліфорнії), ПАР, Зімбабве, Хонсю — Японія, Австралія, Нова Зеландія, Бразилія, Багамські острови, Куба, Гаїті, Пуерто Рико, Аргентина, Парагвай.
Населяє узбіччя доріг, залізниць і дамб, смітники, поля, пасовища, порушені ділянки, сади, газони; 0–1800 м.
В Україні зростає на всій території: на полях, серед посівів; медонос.

## Екологія
Квітки запилюються різними бджолами, такими як Andrena agilissima і мухами. Sinapis arvensis є рослиною господарем гусениць деяких Lepidoptera, таких як Pieris rapae. Насіння є токсичними для більшості тварин, крім птахів, і можуть викликати проблеми зі шлунком, особливо якщо споживаються у великій кількості.

## Використання
Листя є їстівним на молодій стадії рослини; зазвичай відварюється; так, у 18 столітті, в Дубліні його продавали на вулицях. З насіння можна виробляти свого роду гірчицю. 
З насіння можна видобути олію для їжі та змащування машин. Олія має високі смакові якості (пряний та трохи гострий), добре підходить для кондитерських виробів. У Туреччині та Франції така олія вважається кращою приправою до салатів, соусів, страв з бобів, гороху, м'яса. Використовується для виготовлення здобного тіста. З макухи, що лишається після віджиму готують борошно, а з нього столову гірчицю.

## Галерея

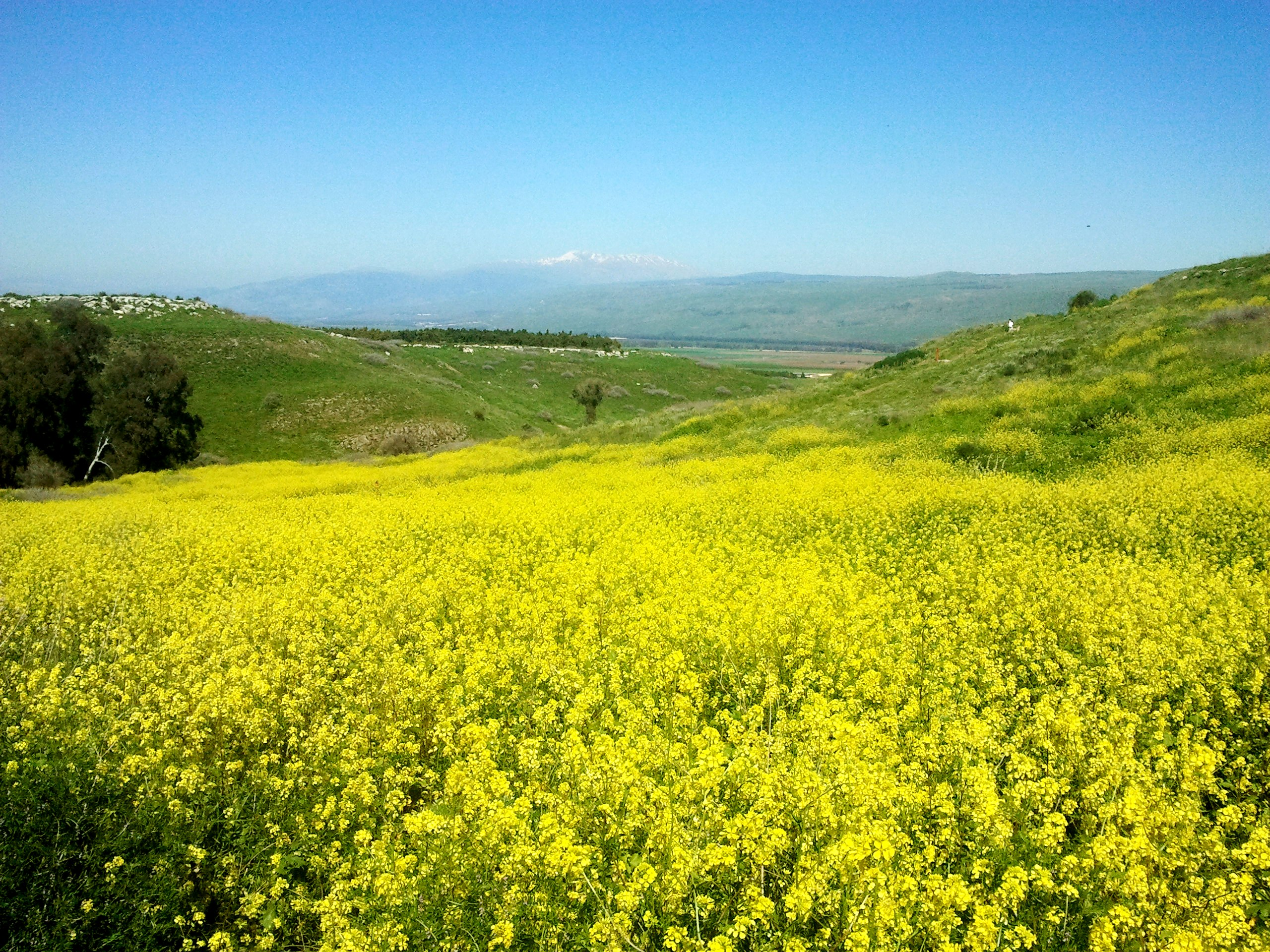
у середовищі проживання
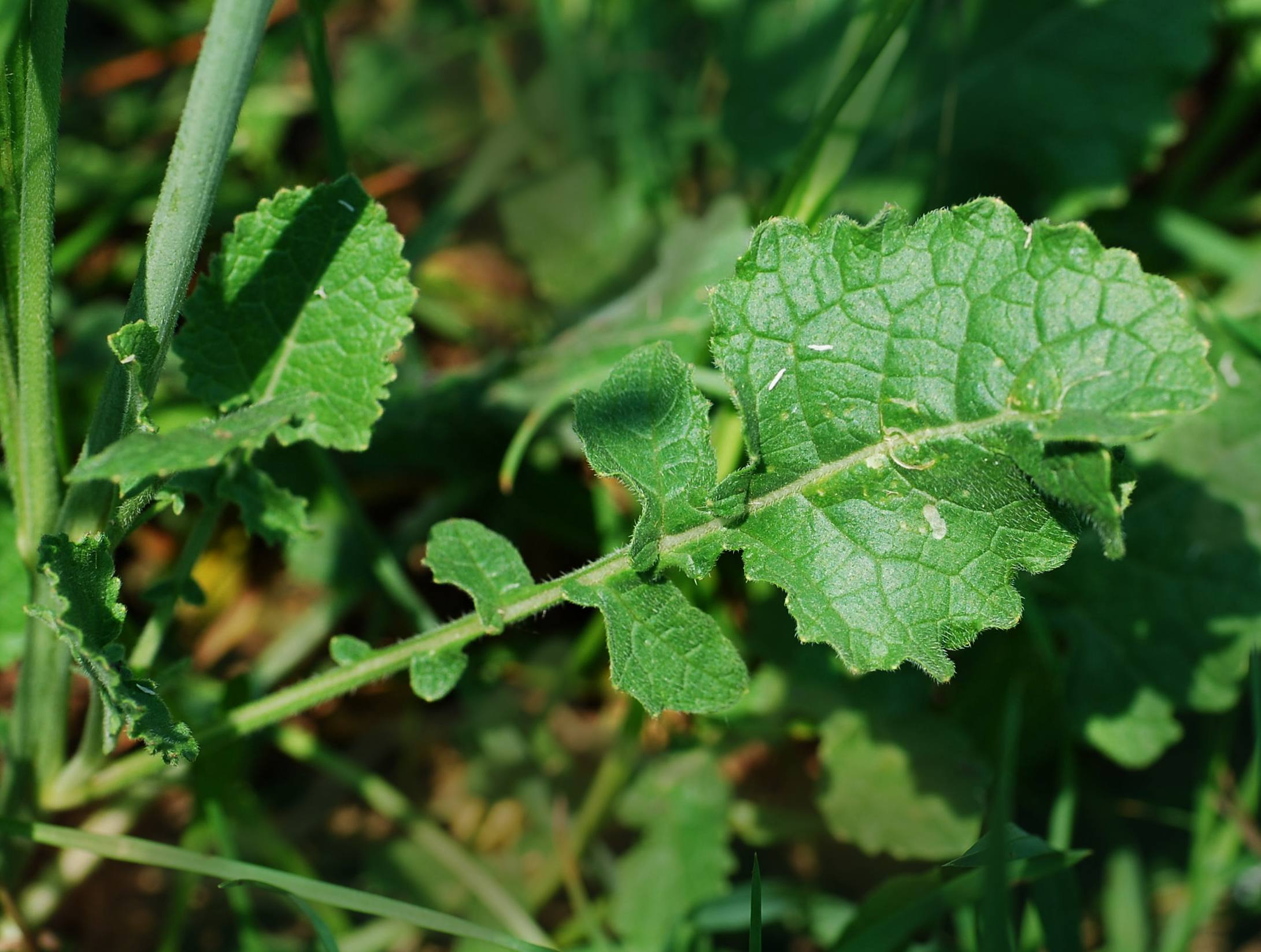
листя
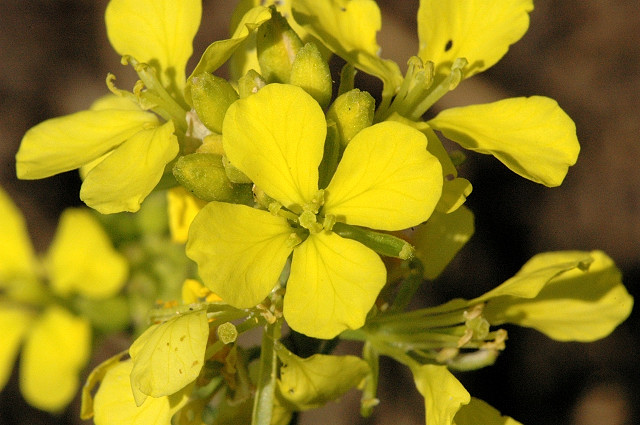
квіти
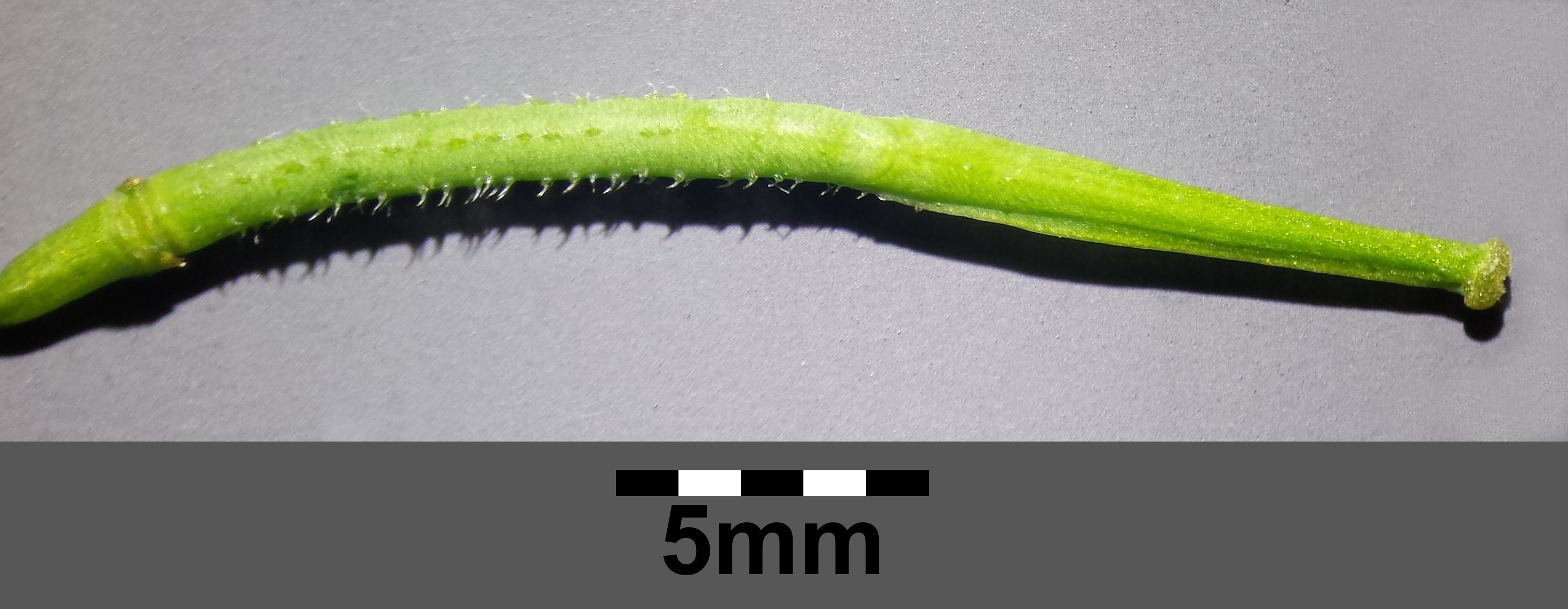
стручок
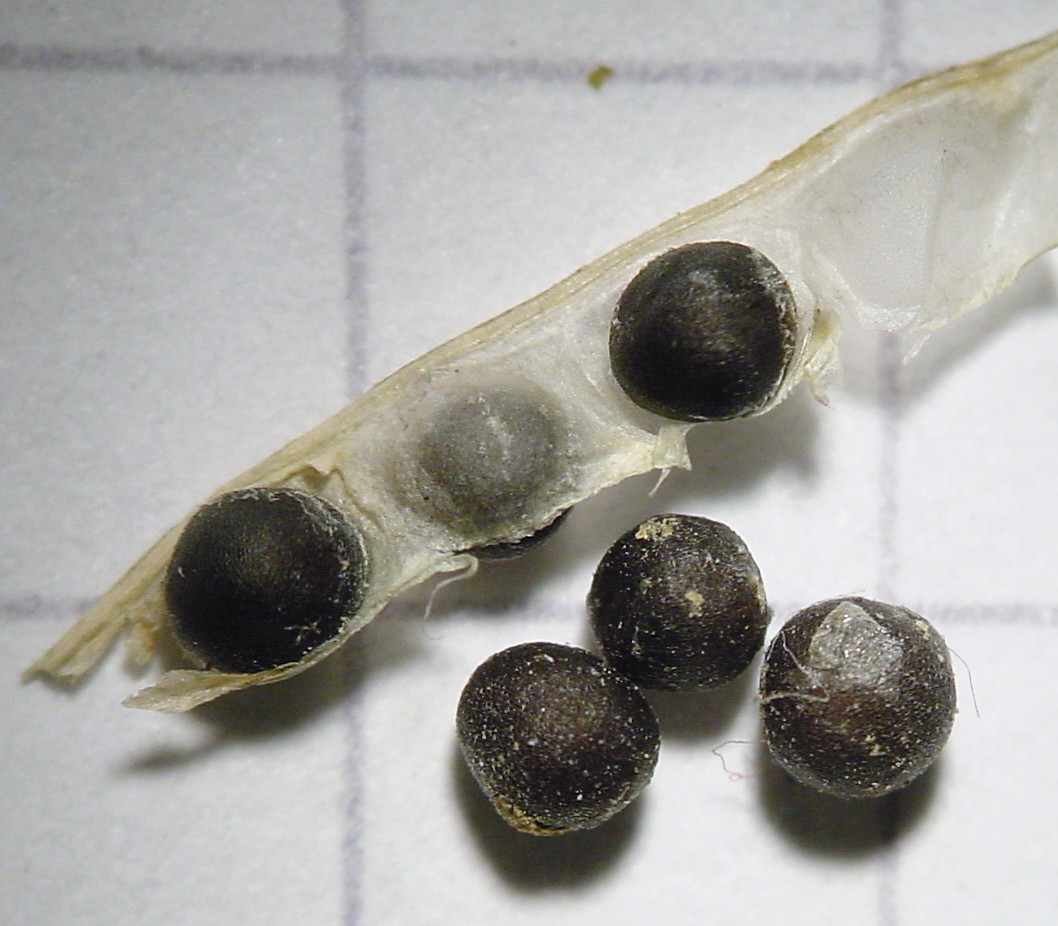
насіння
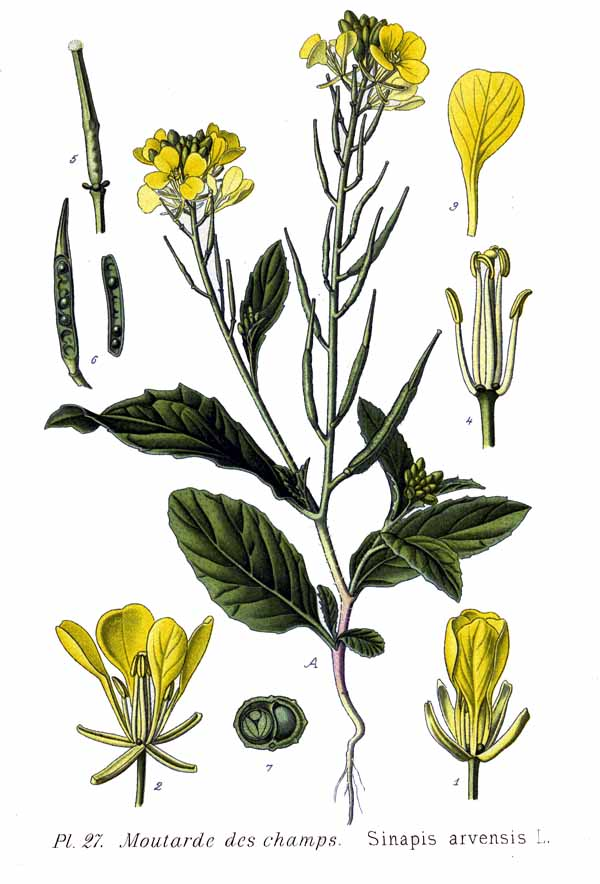
ілюстрація